# Wolfgang Grünberg
Wolfgang Grünberg (* 10. August 1940 in Swinemünde; † 13. August 2016 in Hamburg) war ein deutscher evangelischer Theologe und Professor der Universität Hamburg.

## Leben
Grünberg studierte evangelische Theologie an den Universitäten Tübingen, Hamburg, Heidelberg und Berlin. Von 1965 bis 1968 arbeitete er als Wissenschaftlicher Assistent an der Kirchlichen Hochschule in (West-)Berlin für den Theologen Martin Fischer. Das Vikariat leistete Grünberg in Berlin und St. Louis. 1971 wurde Wolfgang Grünberg in Berlin auf Grundlage seiner Dissertation mit dem Titel Homiletik und Rhetorik, zur Frage einer sachgemässen Verhältnisbestimmung promoviert. Von 1971 bis 1978 war er Pfarrer der Kirche im Gemeinwesenzentrum Heerstraße Nord (Berlin-Staaken). 1978 wurde er Professor für Praktische Theologie an der Universität Hamburg. 2005 erfolgte seine Emeritierung.
Grünberg war 1987 Mitbegründer der Arbeitsstelle „Kirche und Stadt“ am Fachbereich Evangelische Theologie der Universität Hamburg. Er leitete die Arbeitsstelle bis 2015.
Schwerpunkt seiner Arbeit war die Praktische Theologie, insbesondere Theologie der Großstadt und Jüdische und interreligiöse Religionspädagogik. Zu seinen Forschungsprojekten gehörten Best-Praxis-Analysen exemplarischer kirchlicher und diakonischer Arbeit in der (sozial und ökonomisch) gespaltenen Großstadt sowie Wandlungen von Religionsvielfalt und Kirchenmitgliedschaft in der Metropolregion Hamburg.
Grünberg starb nach schwerer Krankheit mit 76 Jahren in Hamburg.

## Schriften
- Homiletik und Rhetorik: zur Frage einer sachgemäßen Verhältnisbestimmung. Gütersloher Verlagshaus Mohn, Gütersloh 1973, ISBN 3-579-04233-5.
- Lexikon der Hamburger Religionsgemeinschaften: Religionsvielfalt in der Stadt von A bis Z. Mit Dennis L. Slabaugh, Ralf Meister-Karanikas. Dölling und Galitz, Hamburg 1995, ISBN 3-926174-55-2.
- Kirche morgen: ein Arbeitsbuch im Auftrag des Kirchenkreises Alt-Hamburg. Mit Annegret Reitz-Dinse. Evang. Verl.-Anst., Leipzig 2003, ISBN 3-374-02127-1.
- Die Sprache der Stadt. Skizzen zur Großstadtkirche. Evang. Verl.-Anst., Leipzig 2004, ISBN 3-374-02217-0.
- Kirche vor Ort: eine Expertise. Mit Wolfgang Tuch, Annegret Reitz-Dinse. Arbeitsstelle Kirche und Stadt, Hamburg 2005, ISBN 3-00-016218-6.
- Wie roter Bernstein: Backsteinkirchen von Kiel bis Kaliningrad; ihre Kraft in Zeiten religiöser und politischer Umbrüche. Hrsg. von Wolfgang Grünberg. Dölling und Galitz, Hamburg 2008, ISBN 978-3-937904-71-9.